# Резня Сан-Хуан
Резня Сан-Хуан (исп. Masacre de San Juan, то есть в ночь на Иванов день — праздник Рождества Иоанна Предтечи) — нападение боливийских военных на шахтёров оловянного горнодобывающего комплекса Сигло XX — Катави (департамент Потоси, Боливия). Бойня произошла 24 июня 1967 года, в Ночь Сан-Хуана («святого Иоанна») — традиционного праздника зимнего солнцестояния в Южном полушарии. Армия действовала по приказу правоавторитарного президента Рене Баррьентоса, подавлявшего рабочее и профсоюзное движение.

## Контекст
Президент Рене Баррьентос считал, что среди шахтёрских общин назревает новое партизанское сопротивление его диктатуре, вдохновлённое небольшим отрядом Че Гевары, действовавшим в то время в Боливии. Засада была спланирована с целью подавить любую попытку организованного сопротивления среди горняков. 17 июня 1967 года газета The New York Times сообщила, что местные шахтёры угрожают забастовкой. Федерация профсоюзов рабочих горнорудной промышленности Боливии (FSTMB) призвала провести в шахтёрском посёлке Льяльягуа XX расширенное национальное собрание с участием работников других горнодобывающих центров на следующий день после празднования Ночи Сан-Хуана. Шахтёры даже начали забастовку, кадры британской кинохроники Pathé запечатлели напряжённость в этой округе.
Горняцкий рабочий класс постигли страшные удары, в том числе снижение зарплат и кровавая бойня в день святого Хуана. 24 июня 1967 года в пять часов утра войска атаковали посёлки шахтёров Катави и Сигло-XX, где после праздника святого Хуана должно было состояться общее собрание . Целью собрания должно было стать обеспечение политической и экономической поддержки партизанской войны Че Гевары.

## Резня
Собравшиеся шахтеры и их семьи отметили праздник самой длинной ночи с 23 на 24 июня кострами, петардами и другой взрывчаткой, а также традиционными блюдами и напитками, не зная, что их уже окружили отряды элитных рейнджеров, полк «Камачо» из Оруро и 13-й пехотный полк.
Около 5 часов утра солдаты высыпали из вагонов поезда и при поддержке авиации пулемётным огнём и динамитом обрушились на собравшихся в шахтёрском посёлке. Чтобы быстрее занять населённый пункт, незадолго до атаки военные отключили электричество, поэтому местная радиостанция La Voz del Minero («Голос горняка») не смогла предупредить шахтёров или передать новость во внешний мир. Солдаты расстреливали рабочих и членов их семей, женщин и детей с близкого расстояния. Многие шахтёры и их семьи либо спали, либо находились на улице в свете догоравших после ночных гуляний костров, приняв звуки первых выстрелов и взрывов за традиционные петарды этого праздника.
Основная часть жертв находилась в лагере под названием Ла-Сальвадора около железнодорожной станции Канканьири. Однако было организовано и вооружённое нападение силовиков на ряд домовладений. Многие рабочие лидеры, в том числе генеральный секретарь Комитета домохозяек шахтёрского района Сигло-XX Домитила Барриос де Чунгара, были схвачены военными и подвергнуты пыткам.
В условиях диктатуры освещение резни в СМИ было крайне ограничено, а официального расследования не проводилось.

Газета La Patria сообщила:
Вчера в 4:55 утра жители шахт в этом районе проснулись от интенсивной стрельбы из автоматов, пулемётов и взрывов динамита, когда армейские силы и горнодобывающая полиция заняли шахтёрские лагеря, устроив кровавую перестрелку. По первоначальным оценкам, количество жертв составило не менее 20 погибших и 72 раненых.